# Estación de Quero
Quero es una estación ferroviaria situada en el municipio español homónimo en la provincia de Toledo, comunidad autónoma de Castilla-La Mancha. Dispone de servicios de Media Distancia operados por Renfe.

## Situación ferroviaria
Se encuentra en la línea férrea de ancho ibérico Madrid-Valencia punto kilométrico 134,6 a 663,90 metros de altitud, entre las estaciones de Villacañas y Alcázar de San Juan. 
El tramo es de vía doble y está electrificado.

## Historia
La estación fue inaugurada el 20 de junio de 1854 con la apertura del tramo Tembleque-Alcázar de San Juan de la línea férrea entre Madrid y Almansa que prolongaba el trazado original entre Madrid y Aranjuez y que tenía por objetivo final llegar a Alicante. Fue construida por parte de la Compañía del Camino de Hierro de Madrid a Aranjuez que tenía a José de Salamanca como su principal impulsor. El 1 de julio de 1856 José de Salamanca, que se había unido con la familia Rothschild y con la compañía du Chemin de Fer du Grand Central obtuvieron la concesión de la línea Madrid-Zaragoza que unida a la concesión entre Madrid y Alicante daría lugar al nacimiento de la Compañía de los Ferrocarriles de Madrid a Zaragoza y Alicante o MZA. En 1941 la nacionalización de ferrocarril en España supuso la integración de MZA en la recién creada RENFE.
Desde el 31 de diciembre de 2004 Renfe Operadora explota la línea mientras que Adif es la titular de las instalaciones ferroviarias.

## La estación
La estación se encuentra al oeste del núcleo urbano. El edificio para viajeros es una estructura de base rectangular de dos plantas con disposición lateral a las vías. 

## Servicios ferroviarios

### Media Distancia
Los servicios de Media Distancia que ofrece Renfe gracias a trenes MD tienen como principales destinos Madrid, Alcázar de San Juan, Albacete o Jaén. En este último caso solo paran en la estación los trenes que salen de Madrid. La relación inversa desde la ciudad andaluza no tiene parada en Quero.
| Línea MD | Trenes | Origen/Destino   |  | Destino/Origen               |
| -------- | ------ | ---------------- |  | ---------------------------- |
| 57       | MD     | Madrid-Chamartín |  | Alcázar de San Juan Albacete |
| 58       | MD     | Madrid-Chamartín |  | Jaén                         |